# Томас Кук
Томас Николас Кук (енгл. Thomas Nicholas Kuc; Сао Пауло, 10. октобар 2002) амерички је глумац бразилског порекла. Најпознатији је по улози Хадсона Гимбла у ТВ серији Развали игру.

## Филмографија
| Улоге Томаса Кука |                |                                     |              |          |
| Година            | Српски назив   | Изворни назив                       | Улога        | Напомена |
| 2015.             |                | Nickelodeon's Ho Ho Holiday Special | Најџел       |          |
| 2015.             | Демони         |                                     | Дени         |          |
| 2015—2019.        | Развали игру   |                                     | Хадсон Гимбл |          |
| 2017.             | Хенри Опасност |                                     | Хадсон Гимбл |          |